# Žametovka

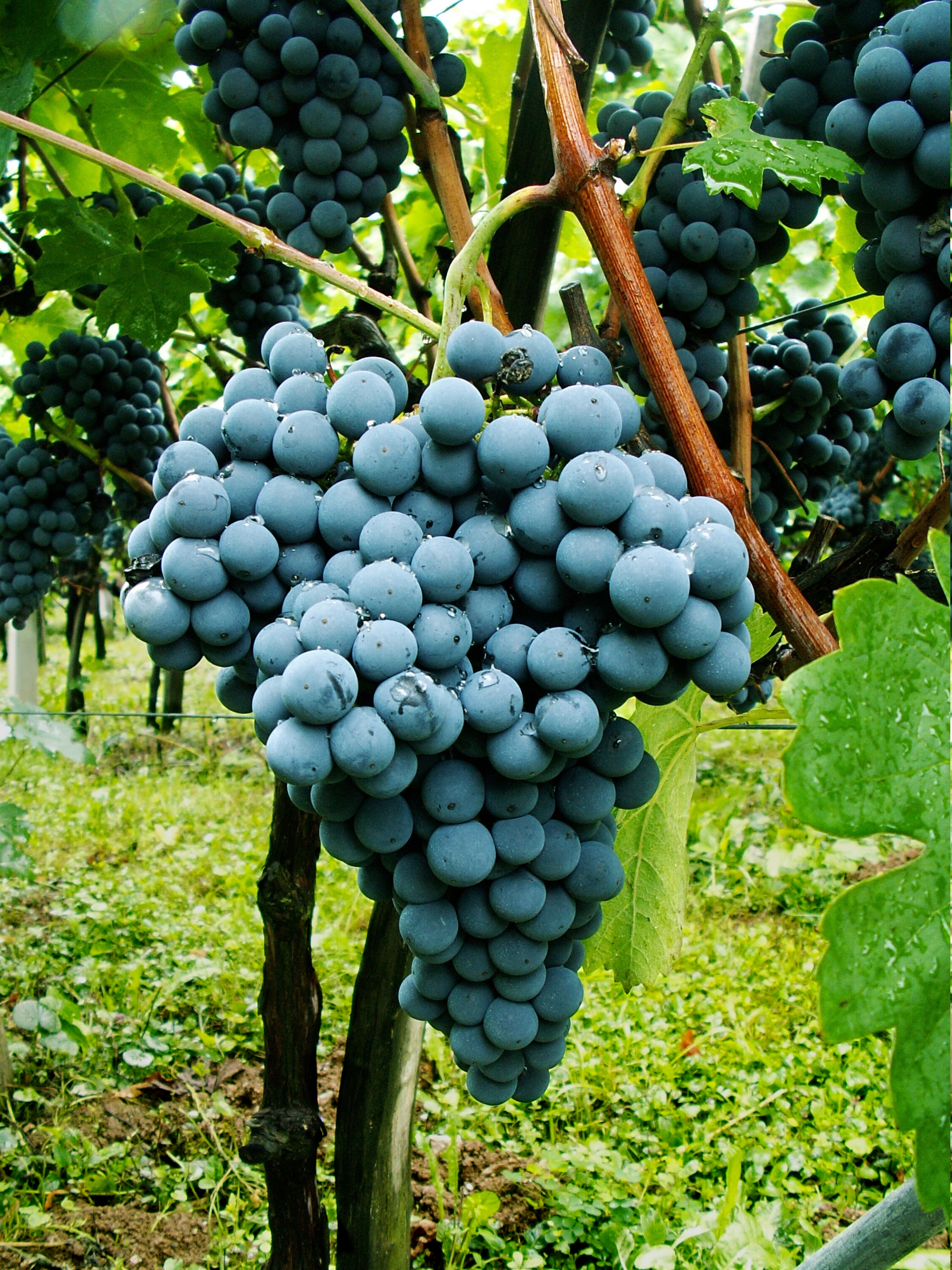
Lesereife Traube der Žametovka

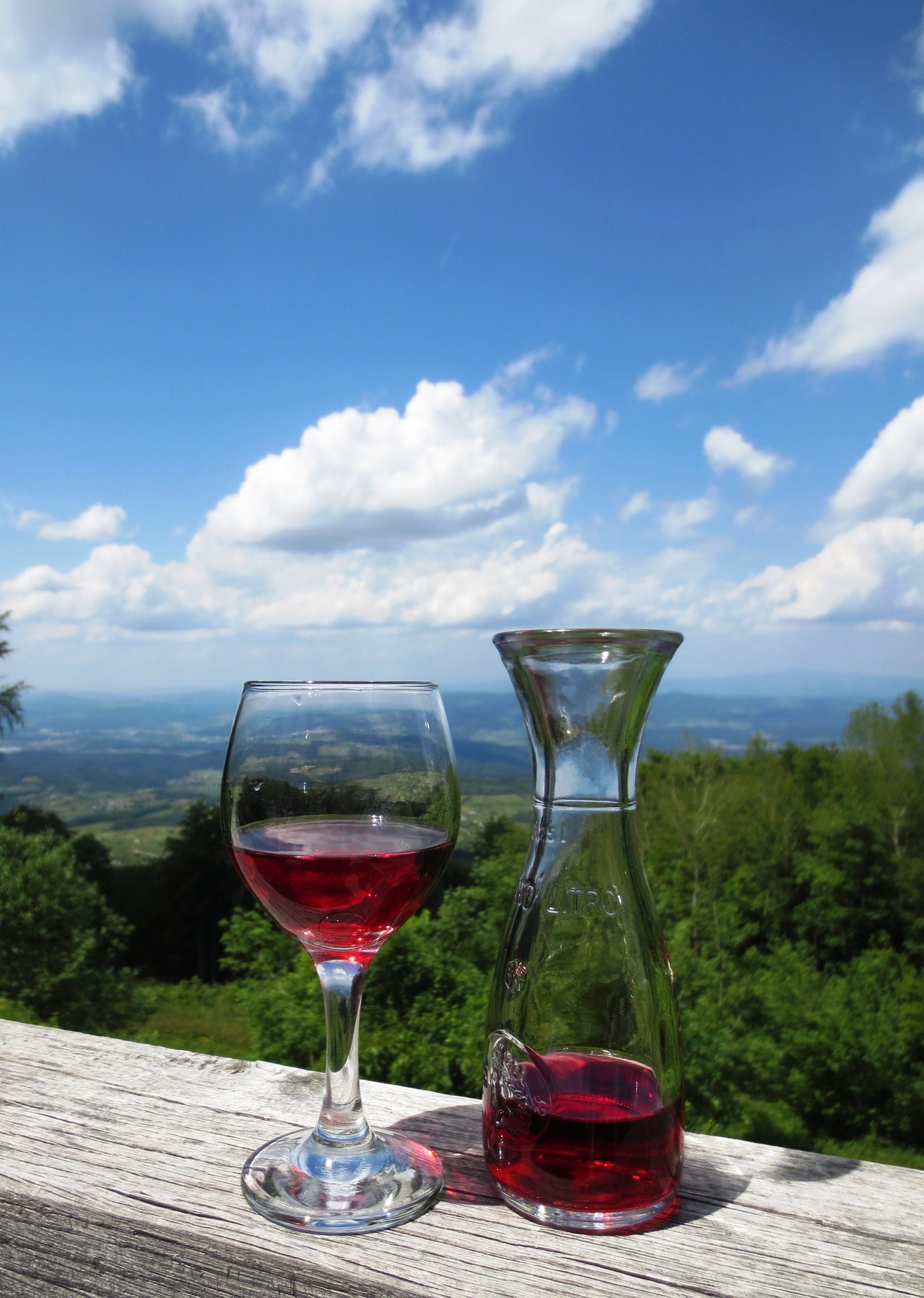
Cviček: Besteht zur Hälfte aus Žametovka

Žametovka ist eine sehr alte Rotweinsorte, die wahrscheinlich aus Slowenien stammt. Sie treibt früh aus und reift sehr spät, sodass sie für Spätfröste anfällig ist und in ungünstigen Jahren ein nur geringes Mostgewicht erzielt. Auch voll ausgereift sind die Moste aus dieser Rebe sehr säurebetont, sodass sortenreine Weine nur sehr selten in den Handel kommen. Ausnahme ist der Žametna Crnina, der aus der Stara trta, der angeblich ältesten Weinrebe der Welt, die in Maribor am Ufer der Drau wächst, gekeltert wird. Dieser Wein wird alljährlich auf etwa 100 künstlerisch gestaltete 0,25-Literflaschen gezogen; er ist auf Grund seiner Rarität, nicht seiner Qualität exklusiv.
Die Žametovka wird in Slowenien (→ Weinbau in Slowenien) häufig als Spalier- oder Pergolarebe gezogen, in der Dolenjska-Region ist sie die vorherrschende Sorte. Gelegentlich kommt sie auch in anderen Gebieten Sloweniens vor, insbesondere in den Regionen Spodnja Štajerska und Prekmurje. In der Südsteiermark war sie früher ebenfalls verbreitet, spielt hier aber keine Rolle mehr. Ihre mittelgroßen, runden, bereiften Beeren sind in großen, geschulterten Trauben versammelt. Sie werden auf regionalen Wochenmärkten auch als Tafeltrauben angeboten. In der slowenischen Weinspezialität Cviček dominieren mit mindestens 50 Prozent aus dieser Rebe gekelterte Weine.

## Synonyme
Synonyme sind unter anderen: Baratcsuha kék, Blauer Kölner, Blauer Hainer, Blauer Luttenberger, Blauer Milcher, Bleu de Cologne, Bleu de Franconie, Branicevka, Cerlnjinak, Cerna Laska, Cerni Spanier, Cernia, Cernina, Cernjenak, Frankenthaler, Festőszőlő, Grobschwarze, Gros Bleu, Großblaue, Großkölner, Großmilcher, Großwälsche, Hainer blau, Hainer noir, Hamvas Dinka, Kapcina, Kapshina, kapzhina, Karcina, Karcna, Kavcina, Kavcina Crna, Kavzhina, Kavzhna, Kék baratcsuha, Kölinger, Kölner Blau, Kölner kék, Koelner noir, Koelni kék, Kosavina, Luttenberger blau, Milcher blau, Ordinäre Schwarze, Plava Velka, Sametovka, Scheuchner, Schwarzsamtige, Seleniak, Velka Cerna, Velka Plava, Velka Sipa, Velka Zherna, Vranik, Zametna Crnina, Zherna Laska und Zherni Spanier.